# 아시아맹꽁이
아시아맹꽁이(Kaloula pulchra)는 맹꽁이속에 속하는 양서류의 일종이다. 필리핀 등 동남아시아에서 발견된다. 습성은 맹꽁이와 비슷하다. 애완동물로도 키우며, '츄비 프로그'(Chubby Frog)로도 불린다.

## 사진

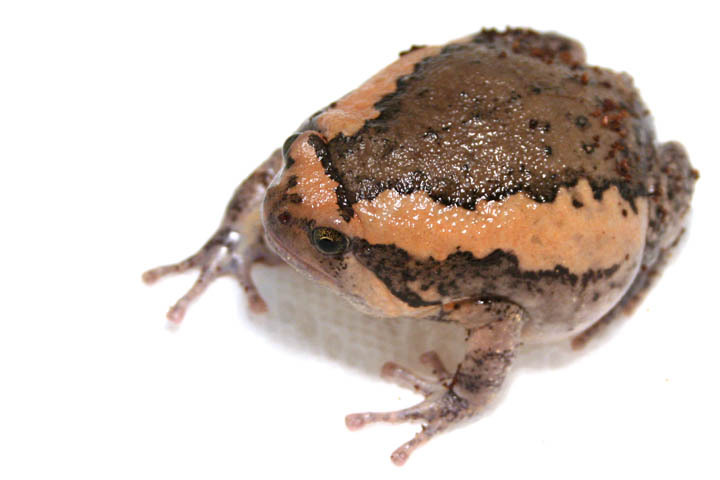
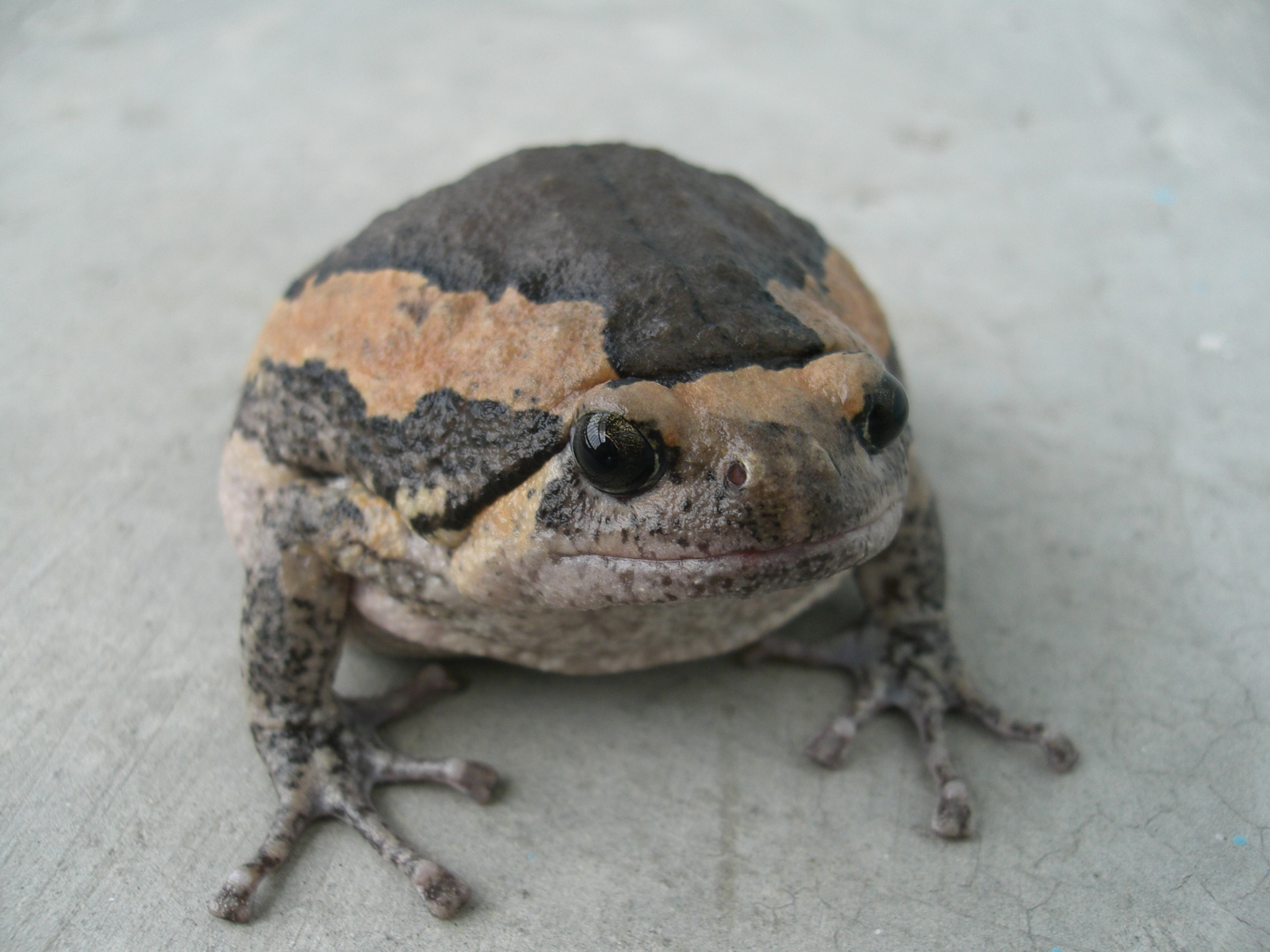
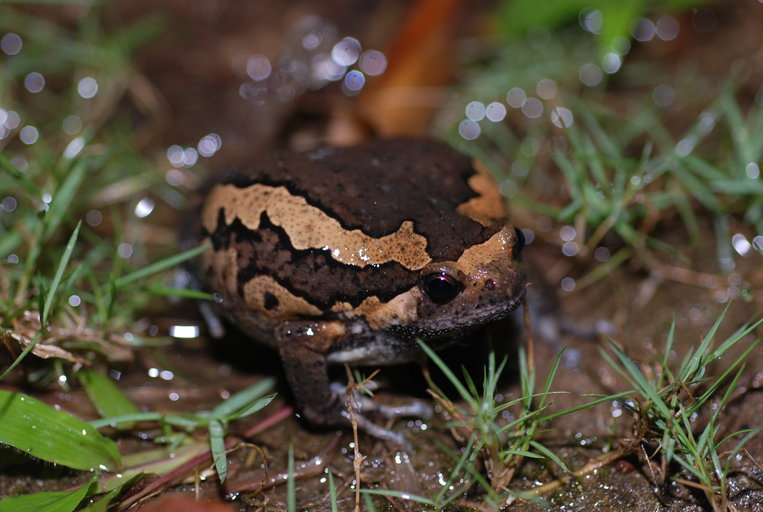
위협받고 몸을 부풀린 아시아맹꽁이.
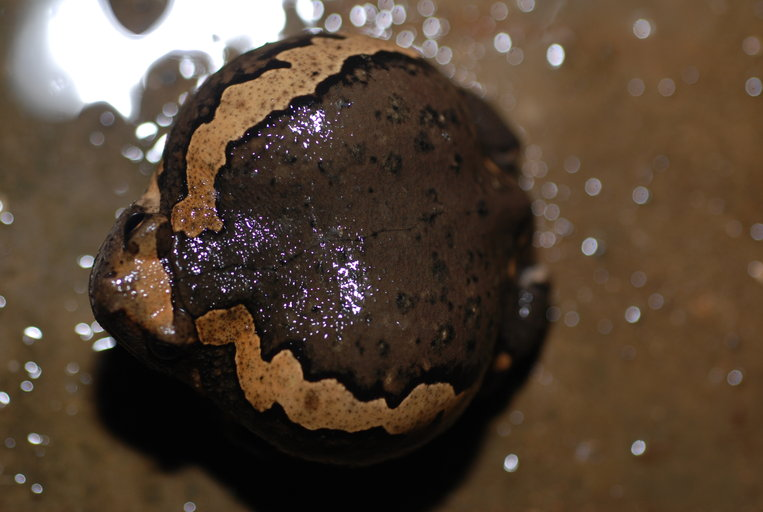
위협받고 몸을 부풀린 아시아맹꽁이.
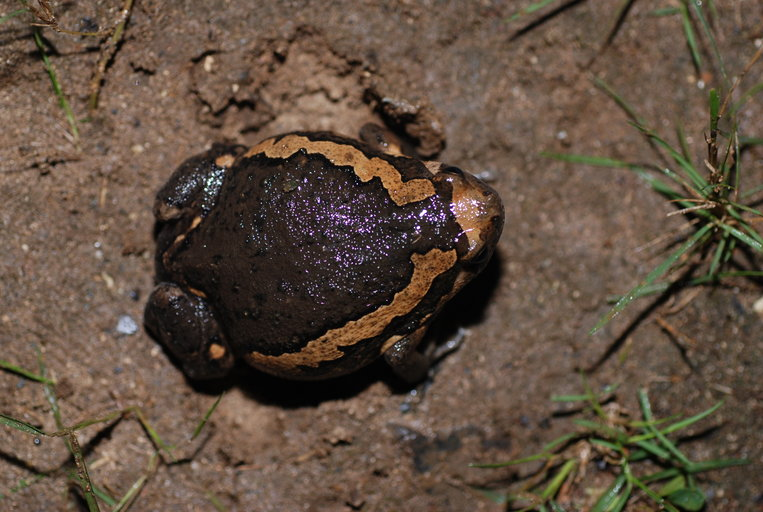
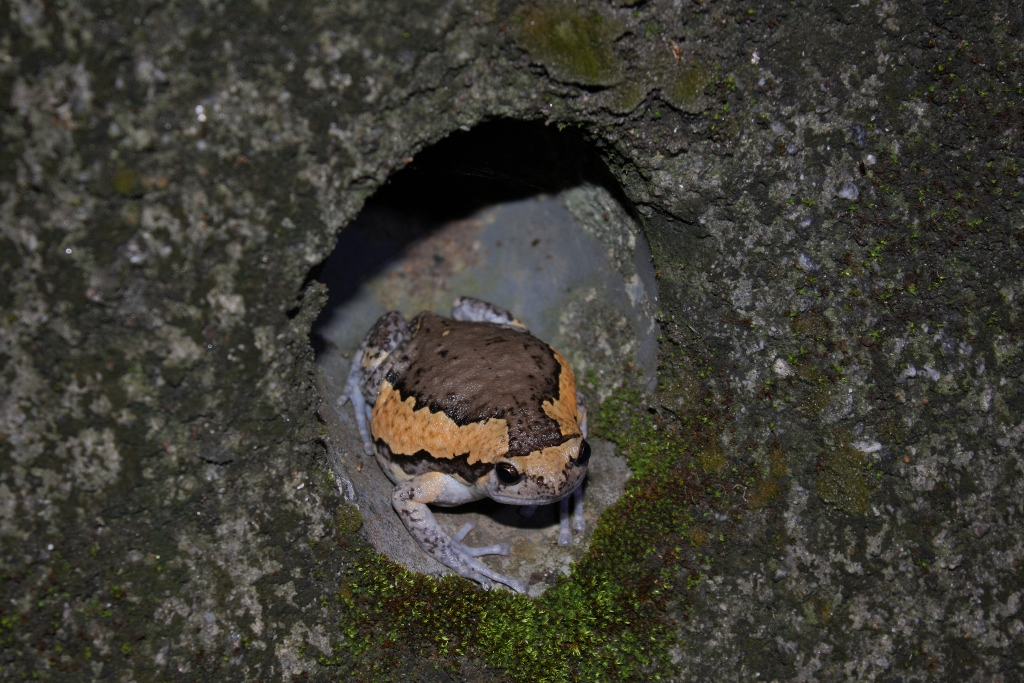
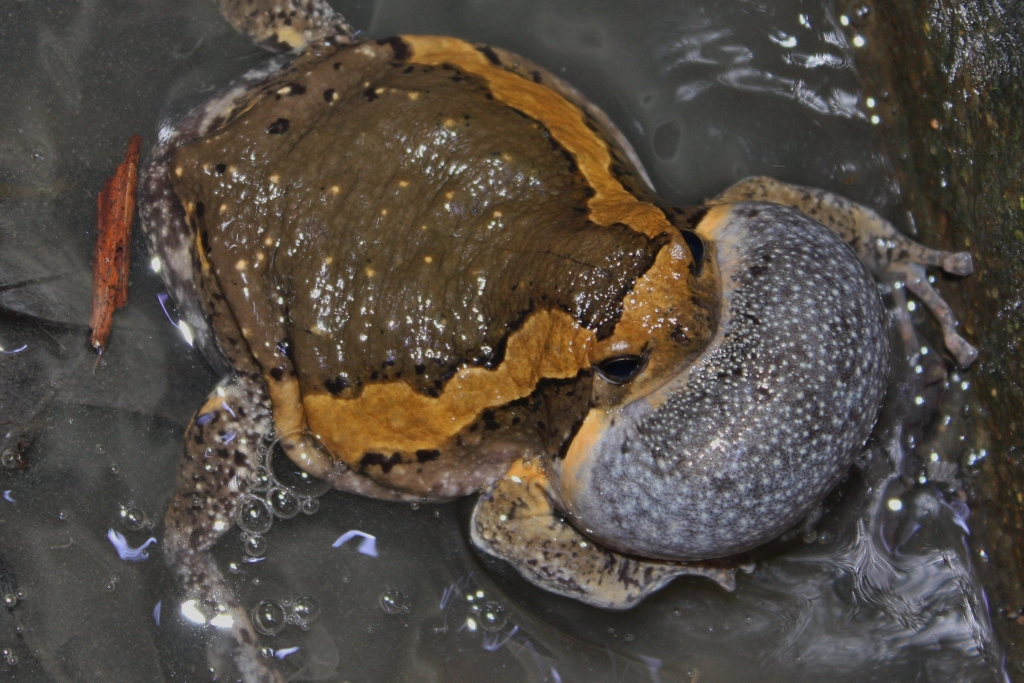
우는 아시아맹꽁이.
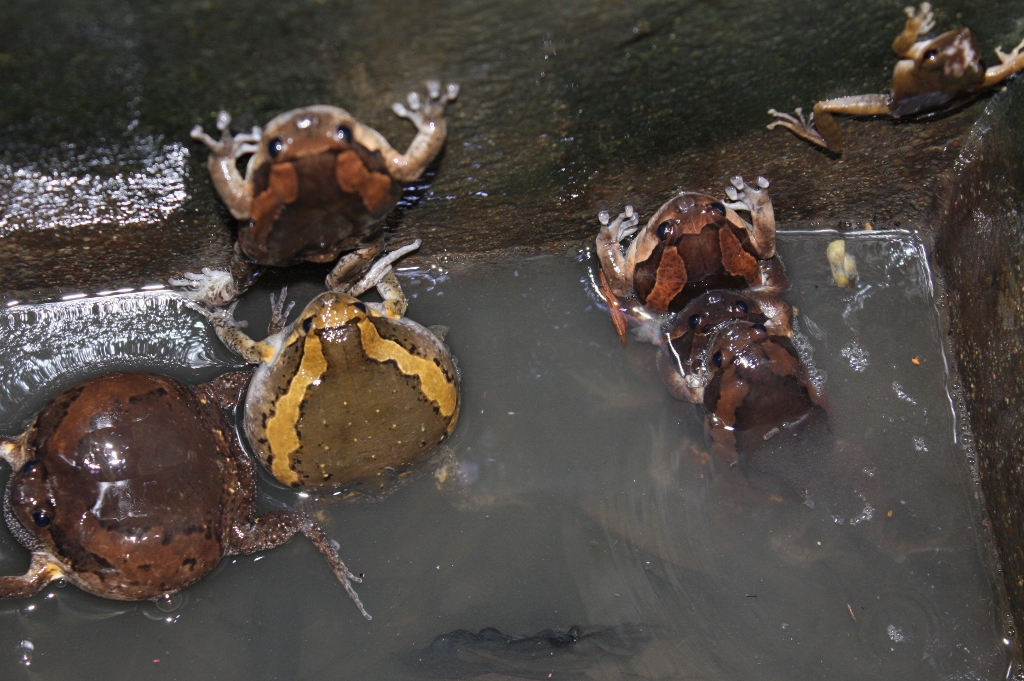
하수구 속의 아시아맹꽁이들. 모인 장소가 맹꽁이와 같다.